# 押井守
押井 守（おしい まもる、1951年8月8日 - ）は、日本の映画監督、アニメーション演出家、小説家、脚本家、漫画原作者、劇作家、ゲームクリエイター。東京大学大学院特任教授、東京経済大学客員教授などとしても活動している。2021年時点は静岡県熱海市在住。

## 概要
東京都大田区大森出身。東京都立小山台高等学校、東京学芸大学教育学部美術教育学科卒。静岡県熱海市在住。2008年度から2009年度まで東京経済大学コミュニケーション学部の客員教授を務めた。
2017年時点で日本SF作家クラブ会員だったが、2024年6月時点の会員名簿には名前がない。
日本のアニメーション監督で、世界三大映画祭すべてに出品したことがある唯一の監督である（2018年現在）。
1977年、竜の子プロダクションに入社し、アニメーション業界へ。『一発貫太くん』や、『ヤッターマン』で演出デビュー。1979年、スタジオぴえろに移籍。1980年、NHK総合テレビで『ニルスのふしぎな旅』を放送。演出を担当し、同作の劇場版で初監督（2015年に劇場初公開）。
『うる星やつら』のテレビシリーズのチーフディレクターなどを担当し「視聴率男」の異名をとった。1983年『うる星やつら オンリー・ユー』で劇場映画監督デビュー。『うる星やつら2 ビューティフル・ドリーマー』のあとフリーに。『天使のたまご』を制作した後、『機動警察パトレイバー』シリーズにアニメ監督として参加。『機動警察パトレイバー the Movie』、『MAROKO 麿子』、『機動警察パトレイバー 2 the Movie』などの劇場作品を手がける。
1995年に発表した『GHOST IN THE SHELL / 攻殻機動隊』 は日本の映像作品史上初の米ビルボード誌のビデオ週間売り上げで1位を獲得。2004年に発表した『イノセンス』はアニメ映画作品史上初の日本SF大賞を受賞し、日本のアニメーション映画としては初のカンヌ国際映画祭オフィシャル・コンペティション部門出品作品となった。『スカイ・クロラ The Sky Crawlers』はヴェネツィア国際映画祭のコンペティション部門に正式出品された。アニメ制作では他に『ダロス』で世界初のOVA、『Kick-Heart』で日本アニメ初のクラウドファンディングに挑戦している。
実写映画制作にも積極的で、1987年『紅い眼鏡/The Red Spectacles』で実写初監督。『Avalon』はカンヌ国際映画祭、『立喰師列伝』はヴェネチア国際映画祭、『真・女立喰師列伝』はベルリン国際映画祭にそれぞれ正式出品されている。
ジェームズ・キャメロン、ウォシャウスキー姉妹、クエンティン・タランティーノ、ギレルモ・デル・トロなど世界的クリエイターに影響を与えた（詳細は#人間関係を参照）。ハリウッドからの企画で『Halo Legends』や『Sand Whale and Me』の監督を務めている。2016年度米アニー賞において、生涯功労賞にあたるウィンザー・マッケイ賞が授与された。
個人事務所は有限会社八八粍。事務所所在地は東京都港区虎ノ門。押井自身の全額出資によって設立された。プロデューサーには石川光久、鈴木敏夫、石井朋彦と組むことが多い。若手育成のためProduction I.G社内で「押井塾」を主宰するなどしている。
姉は舞踏家の最上和子。映画ライターの押井友絵は前妻との間にもうけた長女。押井友絵は2006年に小説家の乙一と結婚している。

## 来歴・人物

### 生い立ち
東京都大田区大森出身。母親が後妻だったため、年の離れた腹違いの兄と、下の兄、姉の四人兄弟の末っ子として生まれる。父親は山形出身で、興信所を開き、私立探偵として浮気調査などをしていた。飲んだくれだったが、映画好きで、幼い押井を毎日のように映画館に連れていった。母親は洋装店を経営しており、収入はもっぱら母によるものだった。小学校の高学年の頃から父から英才教育を施されたため、体育以外の学科の成績は全て5であったが、中学受験には失敗し、その後父親の教育熱は冷めたという。中学時代にはSF小説に熱中し、SF小説家を志すようになる。
東京都立小山台高等学校入学後、不登校がちになる代わりに学生運動に熱中。私服警官が家を訪れる事態にまで至り、危機感を持った父親によって高校最後の夏に大菩薩峠の山小屋に軟禁されることになる。そのうちに学生運動のピークは過ぎ、運動に対しても醒めるようになる。学生運動は後に押井の原風景となって、いくつもの作品に顔を出している。
1970年、東京学芸大学入学後は映画に熱中し、年間1000本程の映画を見るようになる。既存のサークルである映画研究会と袂を分かち、新たに「映像芸術研究会」を設立、自ら実写映画を撮り始める。後に『平成ガメラシリーズ』を監督する金子修介はこの時のメンバーで、押井の直接の後輩である。金子のほかに当時一橋大学の学生で後に防衛大学校教授となる荒川憲一が所属していた。後年『機動警察パトレイバー2 the Movie』に登場する自衛官・荒川茂樹のモデルとなった人物が荒川である。
大学に入学してからの2年間は、ほとんど授業に出ておらず、2年間で2単位しか取っていなかった。押井は留年することになったが、その後もさらに2年間ほとんど大学に通わなかった（合計4年間）。当時の押井にとって大学は、留年はするけども、1単位も取らなくても4年間は放り出されないことに意義があり、無条件に自分の時間と場所を確保できたこと、それが唯一の成果だったと回想している。
学生時代に小学校に教育実習に行ったので子供の扱い方には慣れていると述べており、この時の体験が映画監督としても役立っているという。就職活動では映像関係の仕事を志望し、テレビマンユニオン、ぴあ、国立フィルムセンターを受けるが全て不採用だったため、知人の紹介で知ったラジオ制作会社に内定を得る。卒業とほぼ同時に大学在学中に市民合唱団で知り合った女性と結婚。

### アニメ業界入りから独立まで
1976年、ラジオ制作会社に就職して番組を制作していたが、給料の不払いが続いたため10ヶ月で退社し、広告代理店の下請けであるCMモニター会社に転職する。この時に後の師匠となる鳥海永行が演出した『科学忍者隊ガッチャマン』を観て感銘を受ける。この仕事にも見切りをつけ、教員採用試験を受けることにするが、願書を預けていた知人が提出し忘れたため採用試験を受けることはなかった。
1977年、一橋学園駅付近の電柱に貼ってあった求人広告を見て竜の子プロダクションに応募し合格。当初は事務雑用を担当していたが、演出の人手不足からすぐにアニメ演出を手掛けるようになり、やがて、2年早く入社した西久保瑞穂、真下耕一、うえだひでひとと共に「タツノコ四天王」の異名を取るようになる。なお、西久保と真下が演出助手から始めたのに対して、押井は最初から演出を任されていた。独特のギャグの才能をタツノコプロ演出部長の笹川ひろしに買われて、『タイムボカンシリーズ』を長く担当。
1979年、私淑する鳥海永行に続く形でスタジオぴえろに移籍。テレビアニメ『ニルスのふしぎな旅』のレギュラー演出家として鳥海の下につく。
1981年、テレビアニメ『うる星やつら』のチーフディレクターに抜擢。1983年、劇場版第1作『うる星やつら オンリー・ユー』で監督としてデビューする。同時期に離婚している。劇場版第2作『うる星やつら2 ビューティフル・ドリーマー』では1984年キネマ旬報読者選出ベスト・テン第7位（邦画）を記録し、アニメ監督として頭角を現す。
1984年、『うる星やつら』を降板すると同時にスタジオぴえろを退社。以後フリーランスの演出家となる。同時期に再婚。1985年、徳間書店・徳間康快のバックアップにより、スタジオディーンの制作でOVA『天使のたまご』を完成させるが、興行的に失敗。この頃、宮﨑駿の事務所に居候しており、宮崎の推薦で劇場版『ルパン三世』の監督を引き受けるが、「ルパンという人物自身が虚構であった」というアイデアの賛同を得ることができず、監督を降板する。

### Production I.G以後
『天使のたまご』によって「難解でわけのわからない作品を作る監督」との評判が立ち、アニメの仕事依頼が無くなってしまい、数年間ゲームをして過ごしていたという。この間、TVアニメ「赤い光弾ジリオン」に匿名で絵コンテを担当したほか、OVA『トワイライトQ』にも参加した。
1987年、声優・千葉繁のプロモーションビデオを自主制作する話が発展し、『うる星やつら』も担当した音響制作会社オムニバスプロモーションの製作による実写作品『紅い眼鏡/The Red Spectacles』を監督。これ以後、アニメのみならず、実写にも活動の場を広げる。
1988年、OVA『機動警察パトレイバー』の企画に原作者集団”ヘッドギア”の一員として参加。監督として第一線に復帰する。続けて1989年に公開された劇場アニメ『機動警察パトレイバー the Movie』で第7回日本アニメ大賞を受賞。活動の拠点をProduction I.Gへと移した。以後、Production I.Gにはフリーでの参加ながら、企画者育成のために「押井塾」を主宰するなど、中心的役割を担っている。IGポートの大株主の1人でもある。
1991年には『ケルベロス・サーガ』の第2作として『ケルベロス-地獄の番犬』を公開。本作のロケハンで移動中、台北へ向けて搭乗するはずだった飛行機が墜落、乗員・乗客全員死亡という惨事が起こるが、予算の都合で飛行機を諦めてクルマで移動することに変更したことで難を逃れている。
1993年、静岡県熱海市に転居。『機動警察パトレイバー 2 the Movie』が公開。
1995年、映画『GHOST IN THE SHELL / 攻殻機動隊』が公開。米『ビルボード』誌のホームビデオ部門で売上1位を記録。スティーヴン・スピルバーグやジェームズ・キャメロンなどに絶賛され、海外での評価が高まる。
1997年、バンダイビジュアルのデジタルエンジン構想で、製作費24億円の大作映画『G.R.M.』（ガルム戦記）の制作を発表するが、1999年に企画凍結となる。
2004年に発表した『イノセンス』が第57回カンヌ国際映画祭のコンペティション部門にノミネートされた。カンヌ国際映画祭のコンペ部門に日本のアニメーション作品が出品されるのはこの作品が初めてであった。
2005年の愛知万博にて、中日新聞プロデュース共同館「夢みる山」で上映した映像作品『めざめの方舟』の総合演出を担当した。
2008年、『スカイ・クロラ The Sky Crawlers』がヴェネツィア国際映画祭コンペティション部門ノミネート。フューチャー・フィルム・フェスティバル・デジタル・アワード受賞。第41回シッチェス・カタロニア国際映画祭で批評家連盟賞とヤング審査員賞を受賞。
2009年は、6月公開の『宮本武蔵 -双剣に馳せる夢-』で、原案・脚本を手がけた。12月には単独作品としては8年ぶりの実写映画となる『ASSAULT GIRLS』が公開された。
2015年、1982年に製作されながら未公開となっていた『劇場版 ニルスのふしぎな旅』が初の劇場公開。『ガルム・ウォーズ』公開。
2018年4月、国際リニアコライダー（ILC）の日本誘致を目指すプロジェクト「ILC Supporters」の発起人を務めることを発表。
2019年6月、久しぶりのTVアニメ監督作となる『ぶらどらぶ』の制作を発表。新たに設立された製作会社いちごアニメーションが単独出資する。最終的に発表はネット配信となり、2020年12月の「第1話特別編」の発表を経て、2021年2月から公開された。2021年7月から地上波、BSで放送開始。

## 作風
- 押井守が用いる映像表現として、アニメにレンズの概念など実写的要素を取り入れたレイアウトシステムの導入、2Dの手描きのアニメと3DのCGIの融合、更にそれら素材にデジタル加工を施し、手描きの絵やCGIでは得られない質感を加えたり、画面全体に統一感を持たせるエフェクト処理（ビジュアルエフェクツ）などがある。
- 「映画の半分は音である」と語るほど音響と音楽を非常に重視する。『紅い眼鏡/The Red Spectacles』以降の音楽はほとんどを川井憲次に任せている。近年の作品では音響作業を米国のスカイウォーカー・サウンドで行うことが多い。
- 虚構と現実をテーマとして用いることが多い。これに付加して、同じ状況を何度も繰り返すなど「永遠性」を意識した演出も多用される。
- 「映画は単に映像の快感原則の連続によってのみ成立するのではなく、あえて流れに逆らう部分が必要」「現実とは異なり、映画の中のキャラクターとも異なる、映画の中だけの時間を演出する。それがない映画は、物語を追いかけているだけ。特に実写は一見無駄に見える作業やシーンをこなさないと映画にならないし、アニメーションにも当てはまる」[49]という考えから、多くの割合でストーリーの進行とは直接関係ないダレ場が挿入される。
- 職業監督として、決められた予算で納期までに仕上げることをポリシーとしており、ほとんどの作品で予算と納期を守っている。
- 現場監督として、絵コンテ作業を除いては、一番大切なのは「どの様に各スタッフの力を引き出すか」「スタッフが読んだ世界が、予想もしなかった新しい表現・世界観が生まれる」と考え、敢えて止めないで専門のスタッフに一任することもある。ただしこれは飽くまで、制作現場・映画そのものの生命線をまもるために「信頼できるスタッフと相棒関係を結んだ」場合に留めている[50]。
- 脚本家として、まず大まかな粗筋・構成を作り、縦筋を全部書き出して、無駄なエピソードがないかどうかをチェックし直して、固まった縦筋を元にキャラクター同士の対話を書き込んでいく様にしている。特に「このキャラクターはどういう役割なのか?本当に必要なのか?どこで登場して、どこで退場するのか?」を脚本執筆の時点で固めていく。一番重視しているのは「対話」であり、「一つか二ついい掛け合いがあれば、それを目指して絵コンテを切れる」と話している。原作付きの作品を手掛ける場合には、原作を何度も読んで、使える台詞を全部拾い出して、書き直す様にしている[51]。
- 絵コンテを描く時には、完成した脚本を作り直す所から始める。まずはいらない箇所を決めて、決定稿の3割のシークエンスを削除した後に絵コンテの作業に入る。途中で足りない部分を補足していく。この作り方は鳥海永行の「状況は見た瞬間にわかるようにして置くものだ。状況の説明や立ち位置を俯瞰的に見せるための画を作るな。キャラクターが台詞を言ってる時に切り返した時に、位置関係・部屋の大きさがわかるようなレイアウトを作れ。そうすれば段取りも減らせて、ドラマの緊張感を生み出せる」という教えからくるものである[52]。
- デジタル技術の登場により、実写とアニメーションは融合して区別できなくなる、というのが年来の押井の持論である。『ガルム戦記』において、その自身の理論を現実に展開するはずであったが、パイロット版を作ったあと、制作は途中で凍結された。このパイロット版の制作で得たノウハウは後に『アヴァロン』に活かされている。
- アニメにおけるレイアウトシステムの重要性を訴え、自らの作品における大量のレイアウトを解説した『METHODS 機動警察パトレイバー2 演出ノート』を上梓している。
- 遠浅の東京湾が埋め立てられる過程を見て育ったためか、作品には埋立地が多く登場する。

## 人物像
- 影響を受けた映画監督は、ジャン＝リュック・ゴダールを筆頭に、ヴィム・ヴェンダース、アンドレイ・タルコフスキー、フェデリコ・フェリーニ、ルイス・ブニュエル、鈴木清順、大和屋竺、フランソワ・トリュフォー、イングマール・ベルイマン、アラン・レネなど。好きな監督にリドリー・スコット、デヴィッド・リンチ、ドン・シーゲル、サム・ペキンパー、ジョン・カーペンターを挙げている[53]。気になる日本の映画監督には、北野武と三池崇史を挙げている[54]。
- 嫌いな映画監督には、ウッディ・アレン、マイケル・ムーア、ティム・バートンを挙げている[55]。
- 55歳を過ぎてから空手を習い始めた[56]。その理由については「いまから自分の身体を鋼のように鍛えるということではなくて「どううまく使おうかな」というふうなことなんですよ」と今野敏との対談で述べている[56]。
- 無類の犬好きで、犬を飼うためだけに熱海へ引っ越したと公言している。魚、鳥とともに犬を作品のモチーフとし、自らの愛犬を作品によく登場させる。愛犬雑誌の『WAN』（ペットライフ社）に連載「熱海バセット通信」を執筆した。かつては犬（バセットハウンド）の絵柄がデザインされたTシャツやトレーナーを好んで着用していた。
- 高度化したネット社会を扱った作品を複数手がけているため、ネットの達人と誤解されることが多くあるが、実際はまったくと言っていいほどインターネットを利用せず、時々調べものに使う程度だという[57]。2008年当時は携帯電話も持たず（それ以前に電話が嫌いと述べている）、「電話をかけるとき時は相変わらずテレフォンカードを手に公衆電話を探しているような有様」と記していた[57]。2012年の著書では、東日本大震災の折に携帯電話をかけようとしたがつながらず、ちょうど治療を受けていた歯科医から「ありったけの硬貨を借り受けて」公衆電話をしたと記しており[58]、2011年時点では携帯電話を所持していたとみられる。ネットの掲示板などで自身の作品についての議論が行われていることについて2008年の著書で「筆者が正体を現わさない批評に耳を傾けるつもりはない」と匿名での発言に興味のないことを示した上で、「もしも僕に何か言いたいことがあれば、いっそ手紙でもくれたほうがいい。しかし、実際はそんな手紙が来たためしはほとんどない」「ドイツの女子中学生が定期的に手紙をくれるが、ほんとうにそれくらいだ」と語っている[57]。
- コンピューターゲームの原作者であると同時に、自らもゲーマーである。ゲーム雑誌『コンプティーク』および『電撃王』にエッセイ『注文の多い傭兵たち』を連載。製作に関わったゲームには、ファミコンゲーム『サンサーラ・ナーガ』、スーパーファミコン『サンサーラ・ナーガ2』、メガドライブ『機動警察パトレイバー 〜98式起動せよ〜』、そして昨今ではPSP『機動警察パトレイバー かむばっく ミニパト』がある。またコンピュータRPG『ウィザードリィ』の影響を強く受けており、『機動警察パトレイバー2 the Movie』には「トレボー」「ワイバーン」など『ウィザードリィ』にちなんだ名前が劇中に登場する。『アヴァロン』に至っては、『ウィザードリィ』を押井が独自の解釈で映像化したものであり、押井が脚本を担当した『パトレイバー』TV版の『地下迷宮物件』および『ダンジョン再び』は、エピソードそのものが『ウィザードリィ』のパロディとなっている。
- 戦車や銃、戦闘機を愛好するミリタリー好きである。アルバイトで加わったアニメ『名犬ジョリィ』では、必要以上にガンの描写にこだわった絵コンテを切った。下でも触れているが、人手が足りない『うる星やつら』初期に、戦車の原画を描いたことがあった。『うる星やつら』の演出を担当した最後の話では、第二次世界大戦時代の戦車や航空機を用いて攻防戦を描いた。特に好きな航空機は、旧日本陸軍の戦闘機「飛燕」[59]。映画『ミニパト』でも銃について薀蓄を披露している。初のOVA『ダロス』製作時には、作画スタッフをビルの屋上に集めて目の前でモデルガンを撃ち、薬莢は均一に飛ばないことを力説した。
- 夫人の影響で、2000年代頃からはサッカー観戦も趣味となった。贔屓のクラブチームはジュビロ磐田。チェルシーFCとその元監督ジョゼ・モウリーニョのファンであり、UEFAチャンピオンズリーグも非常に楽しみにしている。ドイツも好きらしくワールドカップではドイツ代表を応援し、日韓大会の際にドイツ対イングランドをスタジアムで観戦した。その影響は作品にも現れ『ケルベロス 鋼鉄の猟犬』作中の実在していない人物の名前は、サッカー選手から採られていたり、『スカイ・クロラ The Sky Crawlers』では戦争請負会社の社名『ロストック』『ラウテルン』はブンデスリーガのクラブ名から採られている。押井の小説『番狂わせ 警視庁警備部特殊車輛二課』は、全編にわたってサッカーの蘊蓄が披露された作品であり、特車二課の警備対象も試合中のサッカースタジアムである。
- アニメのキャラクターデザインのモデルになったことがある。スタジオぴえろ時代にアルバイトで参加した『逆転イッパツマン』では「若作りの丸輪さん」。アニメ『うる星やつら』の脚本の伊藤和典とキャラクターデザイナーの高田明美[注釈 3]が参加した『魔法の天使クリィミーマミ』では「星井守ディレクター」、「日高守少年」。伊藤と高田はアニメ雑誌『アニメージュ』で押井を主人公にした4コマ漫画を連載したこともある。『ゼンダマン』や『タイムパトロール隊オタスケマン』、『ヤッターマン（第2作）』に登場する「惜しい」を連呼するマスコット「オシイ星人」も押井から取られたもの[60]。『ミニパト』の中でも押井をモデルにした犬「オシイヌ」が登場する。オシイヌをデザインしたのは『ミニパト』のキャラクターデザイン・作画を担当した西尾鉄也であり、押井は「ある種の悪意の産物」とコメントしている[61]。宮崎駿監督とは旧知の仲から、スタジオジブリ製作『ハウルの動く城』の犬のヒンのモデルにもなった。
- 川井憲次や伊藤和典など、同じスタッフや声優を使う傾向があるが、押井曰く「思想的な部分を分担してくれる相棒のようなもの」と表現した上で、著名な映画監督が気の合うスタッフや役者を「○○組」として囲うように、自身の本音を預けたり理解してくれるスタッフや役者がいないと、ハイリスクでローリターンなアニメ制作は、辛くてやっていけないと語っている[62]。
- アニメーションは、人間ドラマが無くても映画として成立しやすいコンテンツであると考えており、綿密なデザインワークや作画の質を上げることで造形される異世界を構築することに価値あると主張している[63]。
- 「海外で評価されている」というような宣伝は快く思っていない[64]。
- 表現規制を推進する人々が、スタジオジブリの作品を引き合いに出すことについて、「ジブリのアニメは胸を張って世間に出せると思ってる。ジブリの作品にも危ないモノはいっぱいある」と否定的に捉え、文化は有害さを含有するもので、皆が須らく評価できるモノ以外は絶滅すべきという考えは、文化の本質を理解していないと断じている。その上で、表現の評価における健全と有害の腑分けは不可であり、罰則や条例ではなく、各々個人の立場やモラルという社会的構造に従って、ソフトに行動することで吸収していくしかないと説いている[65]。
- 子育てについて、「清廉潔白で正しい両親だから子供が正しく育つわけじゃない」と語り、親は汚く卑しい部分を隠すのではなく、葛藤する一面を曝け出すことで、子は親を一人の人間として認め、親の権威による恐怖から解放されると説いている。そして親への共感と理解を得て、子は初めて絆というものを完成させると述べている。その上で、人間の汚い部分は「生きる力」と表裏一体で、「汚いモノも美しいモノも同時に体験していくことなしには、人間が生きる力にはならない」と主張している[66]。

## 人間関係

### 監督・演出家
鳥海永行
押井が生涯の師匠と呼ぶ人物。押井は竜の子プロダクション入社以前に鳥海が演出した『科学忍者隊ガッチャマン』を観ており、その本格的なつくりに当時から魅了されていた。アニメーション業界入りした押井は鳥海を追うようにスタジオぴえろに移籍し、動画、画面設計、キャラクターデザイン等の指導を受けた。鳥海とは世界初のOVA作品『ダロス』で監督を共同で手掛けている。
宮崎駿
親交があり、「宮さん」と呼んでいる。押井は宮崎駿がかねてよりその才能を認めていた数少ない同業者の一人であり、『ルパン』製作に押井を推薦するなどしている。宮崎は自分と対等に理論的に話せる相手を欲している、と最初に二人を引き合わせた鈴木敏夫は語っており、押井はその数少ない一人だったといえる。
宮崎は東京ムービーからの『ルパン三世』監督の依頼に対して、自分の代わりに押井を紹介。「押井版『ルパン三世』」頓挫後にはスタジオジブリで宮崎プロデュースによる押井監督作品を準備するなど、才能を認め合う仲である。
宮崎は押井の特徴を、何かありげに語らせるのなら彼に敵うものはいないと発言している一方で、実写を撮る才能ならば庵野秀明のほうが上とも発言している。
最も好きな宮崎作品は『天空の城ラピュタ』と『ハウルの動く城』だという。
過去に「犬は残飯で十分だ」と主張する宮﨑駿と、激しい口論になっている。
宮﨑と出会う前、当時のアニメ業界の常識だった「人の作品を批判してはいけない（アニメは玩具会社の宣伝であり、真剣に制作したり、批評し合うものではないという思考）」に欲求不満を抱えていたが、日頃から他人の作品を徹底的に酷評ばかりしている宮﨑と出会い、交流を続ける中で、「互いの作品を貶し合いながらも、ちゃんと付き合えるじゃないか」と安堵したという。
高畑勲
押井守インタビューでその作品に「ちょっと血が通っていないという部分を感じる」「描写にこだわるが、それが全部理屈に見える」と述べている。
宮崎吾朗
彼が高校生の頃から面識があり、当時の吾朗には父の作品『風の谷のナウシカ』より押井の『うる星やつら2 ビューティフル・ドリーマー』の方が面白かったという。ボツになった企画『アンカー』の会議にも顔を出しており、押井が参考に持っていったTVドラマ『安寿子の靴』に感動していたという。月刊誌『サイゾー』での対談では「宮さんに引導を渡せ」「それは僕らの役目ではなく、やっぱり息子である吾朗くんの役目であり、義務なんだよ」と迫っている。宮崎吾朗はスタジオジブリ公式サイトの『ゲド戦記』監督日誌で押井について「私に対して一方的な親近感をもってくれているらしく」「もうひと花咲かせてほしいと思っています」とコメントしている。『スカイ・クロラ』公開時には、庵野秀明や京極夏彦等と共に、公式パンフレットにコメントを寄稿した。
本広克行
世界で一番好きな監督に押井守を挙げる。初めての押井作品との出逢いは高校一年のとき映画館で観た『うる星やつら2 ビューティフル・ドリーマー』で、初監督映画『7月7日、晴れ』は同作からインスピレーションを受けている。
「踊る大捜査線は完全にパトレイバーを模写」したと明言し、代表作である『踊る大捜査線』シリーズから、総監督を務める放送中の深夜アニメ『PSYCHO-PASS サイコパス』にも、パトレイバーが強い影響を与えていると明している。また「2001年頃の話」として、「パトレイバー実写化の話が僕に来たんですよ。特撮は樋口真嗣で、音楽はもちろん川井憲次さん。パイロットフィルムも作った」という。当の押井は『THE NEXT GENERATION パトレイバー　第3章』の公開に際して「本広監督がやるっていうのは意外性がないし、（パトレイバーを）好きな人だとつまらないから。でも、もしもシーズン2があるなら、監督は総入れ替えするつもり」と思わせぶりな発言をしている。
望月智充
業界に入って最初に目撃した有名人が押井守。押井の作品で一番好きな作品は『うる星やつら2 ビューティフル・ドリーマー』で、『ぼくのマリー』第３巻「夢みるアンドロイド」は実は私なりに『ビューティフルドリーマー』の内容に対する一種の反論として作った作品、と発言している。
大塚康生
宮崎駿が縁となり知り合う。実写映画『紅い眼鏡』では「対話タクシーの運転手」役としての出演、撮影用にジープを貸してもらうなどの親交がある。押井は大塚から「理屈が自転車に乗っているような人間」と例えられている。
出崎統
出崎の監督作品『劇場版エースをねらえ!』のビデオを何度も繰り返し見て「アニメを映画にする方法を学んだ」と発言している。『うる星やつら』では「ニャオンの恐怖」で止め絵演出など出崎統調の演出スタイルで絵コンテを描き、結果的に出崎統演出の『あしたのジョー』のパロディーとなった。なお彼の実兄である出﨑哲は、後に押井降板後の「うる星やつら」のova、劇場版の監督を務めた。
小林七郎
『天使のたまご』の背景画を手掛ける。小林からレイアウトで大きな影響を受けている。
庵野秀明
押井のスタジオぴえろ退社とほぼ同時期にやはり宮崎駿の元に身を寄せていた時期があり、『天使のたまご』制作にいったんは参加したものの、想像を絶する仕事量による「修行僧の世界」に耐えかねて二週間で逃げ出したという。しかし、上記の通り『逆襲のシャア』の同人誌で庵野が押井にインタビューを行ったり、『新世紀エヴァンゲリオン』制作前に押井に聖書関連の参考文献についてアドバイスを求めに来たことがあったり、親しい関係である。『スカイ・クロラ The Sky Crawlers』ではエンドテロップの「special thanks」の中に名前が挙げられている。2012年11月に公開された『ヱヴァンゲリヲン新劇場版:Q』について、押井はニコニコ動画の有料メールマガジンで、庵野の演出能力や制作意欲の高さは評価しながらも、作品としてはテーマや固有のモチーフがなく視聴者の感情移入でそれらが補完されてヒットを生んでいると述べ、そうした構造を持つことで制作者とファンが望む限り『エヴァンゲリオン』は永遠に終わらないと指摘した。

### 外国人監督・演出家
ジェームズ・キャメロン
押井とは友達でもある。作品としては『劇場版パトレイバー』や『GHOST IN THE SHELL / 攻殻機動隊』を高く評価しており、特に『機動警察パトレイバー 2 the Movie』は『トゥルーライズ』に多大な影響を与えた。『タイタニック』を製作中、CG制作要員としてアニメ製作会社プロダクションIGのスタッフの引き抜きを検討している。
攻殻機動隊 大原画展の開催時には、「『攻殻機動隊』の映像表現は文学的ともいえる最高レベルに達した、真の意味での初めての大人向けアニメーション」との賛辞の言葉を送っている。
ウォシャウスキー姉妹（当時・兄弟）
製作のジョエル・シルバーが「監督のウォシャウスキー兄弟は私に『マトリックス』のアイデアを売り込むために『GHOST IN THE SHELL / 攻殻機動隊』を見せて、俳優による実写で映像化したいと言った」と明言している。この作品からインスパイアされたオープニングの黒い画面にグリーンの文字が流れる通称「マトリックスコード」、後頭部にプラグを挿す、ビルの屋上に着地した際に地面のコンクリートがめくれ上がる、ロビーでの銃撃戦で柱が粉砕される、などが共通している。監督は押井と直接会ってもいる。
クエンティン・タランティーノ
『GHOST IN THE SHELL / 攻殻機動隊』や『BLOOD THE LAST VAMPIRE』の大ファンで『キル・ビル』ではプロダクション・アイジーに直談判のため、自らアポなしで訪れてアニメパート制作を依頼している。栗山千明が演じたGOGO夕張というキャラクターは、『BLOOD THE LAST VAMPIRE』の主人公・小夜にインスパイアされて作られている。
『イノセンス』に声優として参加したいと希望していたが実現はしなかった。
ギレルモ・デル・トロ
『うる星やつら オンリー・ユー』『天使のたまご』から全映画を観ている。2002年に初来日した際は押井のスタジオを訪問し作画風景を見学、直接会っている。CGへの転換期にもかかわらず一生懸命手書きで作画する姿にギレルモは影響を受けたと言う。ジェームズ・キャメロンの勧めで観た『機動警察パトレイバー』が『パシフィック・リム』に多大な影響を与えたと公言。『THE NEXT GENERATION パトレイバー 首都決戦』公開に対して「彼は素晴らしいフィルムメーカー、押井守は私の偉大なるお手本です」とコメントを寄せている。
直接会ったとき、ギレルモからは何度も「アンタの映画はアニメも実写も大好きなんだ。どこがいいかって言うとアニメをやっても実写もやってもメンタリティが変わらないところがいい」と言われた。
ルパート・サンダース
『攻殻機動隊』は、初めてみた大人向けのアニメーションだった。実写化するにあたり、押井守からは「好きなものを取り入れればいい。好きなことをすればいい。でもオリジナルな作品をつくれ」と言われた。ハリウッド実写版を作る上では、まず押井版の映画『GHOST IN THE SHELL / 攻殻機動隊』と『イノセンス』から、自分がいちファンとして観たいシーンを組み合わせて『ゴースト・イン・ザ・シェル』の骨格をつくった。と語る。
スティーヴン・スピルバーグ
『GHOST IN THE SHELL / 攻殻機動隊』をかねてより「私のお気に入りの作品」だと公言し、2008年にスティーヴン・スピルバーグ監督と米ドリームワークスが『攻殻機動隊』の実写化権を獲得、ハリウッド実写版が実現した。
『レディ・プレイヤー1』原作・脚本のアーネスト・クラインは『GHOST IN THE SHELL / 攻殻機動隊』、『アヴァロン』にインスピレーションを受けていると公言している。
ジョージ・ルーカス
『イノセンス』の時にルーカス側からあなたに会いたいと言われて会ったが、「全然ハッピーそうじゃない。外から見たらまぎれもない成功者だけど本当に幸せなんだろうか」と思ったという。

### 俳優・声優・タレント
榊原良子
『機動警察パトレイバー2 the Movie』における南雲しのぶの描写について、従来のシリーズでの印象との違いに戸惑い、葛藤しながら演じたと述べている。キャラクターの表現方法の意見の食い違いで一時期絶縁したが、後に和解する。押井は映画を支えてくれる守護神のような存在と評し、彼女無しでは映画を作る気がしないとまで語る一方、榊原は2021年のトークショーで「押井さんを知ろうとしないし、アプローチしないし、俯瞰で見ていたい。分かりたくないし、分からなくていい。何が出てくるのかを見ていたいと思っています。」とコメントした。
竹中直人
『パトレイバー2』の荒川役で仕事をした後、対談し「また一緒にやりましょう!」と意気投合。『ミニパト』を製作する際、再び荒川を登場させるべく押井は竹中に連絡を取ろうとしたが、知らない間に携帯の電話番号が変わっており、その時は実現しなかった。だが、のちに『イノセンス』では連絡が取れ、出演が実現している。その後も『スカイ・クロラ』や『THE NEXT GENERATION -パトレイバー-』などに出演。
兵藤まこ
声優デビュー作となった『天使のたまご』以来、大半の押井作品にアニメ・実写問わず出演している。『アヴァロン』制作時に、「ゴースト役が決まらなかったら彼女を起用する」と言うほど押井に惚れ込まれている。『ミニパト』の企画に関しても、彼女に主題歌を歌わせてそれをCD化できることが引き受けた大きな目的だったと語っている。
ひし美ゆり子
高校時代、『ウルトラセブン』でアンヌ隊員を演じたひし美ゆり子に憧れを抱く。『真・女立喰師列伝』では「鼈甲飴の有理」役、『スカイ・クロラ The Sky Crawlers』では「ユリ」役にひし美を起用、演出している。
飯島愛
2006年に雑誌の企画で対談した後、飯島から「性的少数者のことをアニメーションで訴えたい」として弟子入りを申し込まれた。年齢的に難しいと断ったが、飯島の熱意に押される形で企画や脚本のやりとりを始め、ジェンダーを巡るファンタジー作品の執筆のアドバイスを続けていた。押井は、飯島には「才能があった」と語っており、アニメ化が実現すればジェンダーの問題を正面から扱った野心的な企画になると感じていたという。やりとりの最中に飯島が急逝したため企画は宙に浮く形となったが、その一部は『Ball Boy & Bad Girl』という書籍として出版された。

### 作家
光瀬龍
少年時代からのファンであり、所属していた図書委員会の図書新聞の取材のためと題し光瀬をインタビューしている。ファンレターを書いていたこともきっかけとなり、それ以降自宅に何度も訪問するまでになった。しかし、当時押井もかかわっていた学生運動について意見が対立し、それ以降は長く接することがなかったという。『天使のたまご』を制作した際に押井の希望で対談により約20年ぶりの再会を果たし、確執は解けた。光瀬が亡くなった時に押井は『アヴァロン』の撮影で海外へ渡航中であり葬儀に出席できなかった。このことを押井は大変悔いていた。光瀬が亡くなった翌年（2000年）の日本SF大会（ZERO-CON）で押井が光瀬との思い出を語る企画が設けられた。その際、「今でも『百億の昼と千億の夜』は映画化したいと思っている」と発言している（企画書を書いたこともあったという）。この後2005年の日本SF大会（HAMA-CON2）においても企画に参加している。押井は2008年より『月刊COMICリュウ』で連載の始まった『夕ばえ作戦』の漫画版で脚色を担当し、初めて光瀬の作品を手がけることになった。新装版『百億の昼と千億の夜』では解説を書いている。
山田正紀
学生時代はSF小説家も志望していたが、ほぼ同い年である山田のデビュー作『神狩り』を読んで才能の差にうちのめされたという。後に、山田は『イノセンス』の前日譚にあたる小説『イノセンス After The Long Goodbye』の執筆も手がけており、同作品内で押井は寄稿文を寄せている。
桜坂洋
ハリウッド実写化もされた『All You Need Is Kill』執筆にあたり、はじめに頭に浮かんだのは『うる星やつら2 ビューティフル・ドリーマー』とインタビューで公言している。
谷川流
『涼宮ハルヒ』シリーズは、「『うる星やつら』、高橋留美子さんというよりむしろ無意識に出てしまっているのは押井守さんのほう。『うる星やつら2 ビューティフル・ドリーマー』が好きだった」と語っている。
川原礫
『アヴァロン』を最高のVR作品だと語っており『アヴァロン』の影響を受けて『ソードアート・オンライン』の銃で戦うチャプターを書いたと公言している。

## 批判
高橋留美子
椎名高志によると高橋は『ビューティフル・ドリーマー』について「これは自分とはあまり関係無い、監督の作品ですね」と言ったという。一方で「週刊少年サンデー」2020年44号で不仲説については本人自ら否定している。
安彦良和
かつて押井を非常に高く評価し、『うる星やつら2 ビューティフル・ドリーマー』を見たときには「引退を考えるほどの衝撃を受けた」と語っている。ただし、2007年には雑誌のインタビュー記事で『機動警察パトレイバー2 the Movie』以降の作品については違和を感じていることを表明しており、「今度会ったら『俺、あんたの作品嫌いだよ』と言ってやるつもりだった」とも述べている。
山賀博之
脚本家で映画監督の山賀博之は、1993年に庵野秀明が編集した同人誌『機動戦士ガンダム 逆襲のシャア 友の会』において、人生観が甘い人と評し、自身を「恰好悪い」と自虐しつつも、そんな自分は「格好いい」と自惚れているとして、「真摯な態度を感じない。逃げている」と一刀両断している。また、押井が自身の作品を自画自賛していることにも触れ、仕事に対するプロ意識が見られず、8ミリ映画の自主制作やコミケでの同人販売と同じようなことをしていて、中途半端で美しくないという感想を述べた上で、人生の最期まで作品を作り続けられるのは宮崎駿や富野由悠季の世代であり、彼らより下の世代である押井は難しいだろうと推察している。

## 作品

### 長編アニメ（監督作品）
- うる星やつら オンリー・ユー（1983年2月11日公開）監督・脚色・絵コンテ[注釈 5]
- うる星やつら2 ビューティフル・ドリーマー（1984年2月11日公開）監督・脚本・絵コンテ
- 機動警察パトレイバー the Movie（1989年7月15日公開）監督・絵コンテ・原作[注釈 6]
- MAROKO 麿子（1990年3月19日公開）監督・脚本・原作[注釈 7]
- 機動警察パトレイバー 2 the Movie（1993年8月7日公開）監督・絵コンテ・原作
- GHOST IN THE SHELL / 攻殻機動隊（1995年9月23日公開）監督・絵コンテ[注釈 8]
  - GHOST IN THE SHELL / 攻殻機動隊 インターナショナル・ヴァージョン（1997年公開）監督
  - GHOST IN THE SHELL / 攻殻機動隊2.0（2008年7月12日公開）監督
- イノセンス（2004年3月6日公開）監督・絵コンテ・脚本[注釈 9]
- スカイ・クロラ The Sky Crawlers（2008年8月2日公開）監督・絵コンテ[注釈 10]
- 劇場版 ニルスのふしぎな旅（2015年1月31日公開）監督（鳥海永行、案納正美と共同）[注釈 11]
- キマイラ（公開日未定）監督

### 長編アニメ（参加作品）
- 人狼 JIN-ROH（2000年2月19日公開）原作・脚本、監督：沖浦啓之[注釈 12]
- BLOOD THE LAST VAMPIRE（2000年11月18日公開）企画協力、監督：北久保弘之
- 宮本武蔵 -双剣に馳せる夢-（2009年6月13日公開）原案・脚本、監督：西久保瑞穂

### OVA
- ダロス（1983年12月21日-1984年6月28日発売）監督（鳥海永行と共同）・脚本・演出・絵コンテ
- 天使のたまご（1985年12月15日発売・同年12月22日公開）監督・原案（天野喜孝と共同）・脚本
- トワイライトQ 迷宮物件 FILE538（1987年8月28日発売）原案・監督・脚本
- 機動警察パトレイバー アーリーデイズ（旧OVA・前期OVA）（1988年4月25日 - 12月10日）監督・絵コンテ・原作
- 御先祖様万々歳!（1989年5月-1990年1月25日発売）原作・監督・脚本・絵コンテ[注釈 13]
- 機動警察パトレイバー NEW OVAシリーズ（新OVA・後期OVA）（1990年11月22日 - 1992年4月23日発売）原作・7・8・10・13話脚本
- Halo Legends（2010年2月16日発売）クリエイティブディレクター

### 短編アニメ
- りゅうの目のなみだ（1981年）演出・絵コンテ[注釈 14]
- サンサーラ・ナーガ2 プロモーションビデオ（1994年）監督・原作
- ミニパト（2002年3月30日公開）原作・脚本・音響プロデュース・演出コンセプト、監督：神山健治
- PROJECT_MERMAID（2007年）監督、「アニ＊クリ15」提供作品、出演：兵藤まこ
- 009（2010年10月5日公開）監督[注釈 15]
- Je t'aime（2010年10月13日発売）監督[注釈 16]
- Kick-Heart（2013年）監修、監督：湯浅政明[注釈 17]

### 実写
- 紅い眼鏡/The Red Spectacles（1987年2月7日公開）監督・原作・共同脚本・絵コンテ
- ケルベロス-地獄の番犬（1991年3月23日公開）原作・監督・脚本
- トーキング・ヘッド（1992年9月28日公開）監督・脚本・絵コンテ
- アヴァロン（2001年1月20日公開）監督[注釈 18]
- KILLERS キラーズ（2003年6月14日公開）「.50 Woman」監督・脚本
- 立喰師列伝（2006年公開）原作・監督・脚本[注釈 19]
- 女立喰師列伝 ケツネコロッケのお銀 -パレスチナ死闘編-（2006年公開）原作・脚本・監督
- 真・女立喰師列伝（2007年10月21日公開）原作・総監修・OP、『金魚姫 鼈甲飴の有理』、中CM、『ASSAULT GIRL ケンタッキーの日菜子』監督・脚本[109]
- 斬〜KILL〜（2008年12月6日公開）総監修・『ASSAULT GIRL 2』監督
- ケータイ捜査官7（2008年・テレビ東京）19・20話監督・19・20・35話脚本[注釈 20]
- ASSAULT GIRLS（2009年12月19日公開）監督・脚本
- 28 1/2 妄想の巨人（2010年7月31日公開）監督・脚本
- THE NEXT GENERATION -パトレイバー-（2014年4月5日 - 2015年1月10日公開）シリーズ総監督、各話監督・脚本（1話、5話、6話、12話）・原作
  - THE NEXT GENERATION パトレイバー 首都決戦（2015年5月1日公開）監督・脚本・原作
- 東京無国籍少女（2015年7月25日公開）監督
- ガルム・ウォーズ（2015年10月2日北米公開・2016年5月20日日本公開）監督・原作・脚本
- Sand Whale and Me（2017年）監督[注釈 21]
- 血ぃともだち（2019年製作、2022年2月5日公開[注釈 22]）監督・脚本

### テレビアニメ
- ヤッターマン（1977年）55・59話演出、後半以降総助監督
- 一発貫太くん（1977年）13・28話絵コンテ、28話・29・41話演出
- 科学忍者隊ガッチャマンII（1978年）6・10・17話演出、6話絵コンテ
- 魔女っ子チックル（1979年）43話絵コンテ、名輪丈名義
- ゼンダマン（1979年）3・7・10・16・18・24・25・28・32話演出、3・10・18・24・25・28・32・34・38・50話絵コンテ、30話修正絵コンテ
- ニルスのふしぎな旅（1980年）6・9・10・13・17・18・23・27・32・34・36・40・41・43・46・49・51話演出、9・17・18・19・23・27・32・36・40・41・46・49話絵コンテ
- オタスケマン（1980年）14・31・37・41・44・48話絵コンテ、丸輪零名義
- ヤットデタマン（1981年）3・9・12・18・26・34話演出、丸輪零名義
- 名犬ジョリィ（1981年）21・23話演出・16・23話絵コンテ・21・23話演出助手、小川守弘名義
- ゴールドライタン（1981年）27・33話絵コンテ
- 世界名作ものがたり（1981年）オープニング演出・絵コンテ
- うる星やつら（1981年）チーフディレクター（1-106話）・43・49・64・78・79・83・104話脚本、1・2・5・9・15・19・20・27・34・35・39・43・44・49・56・59・62・66・72・75・84・86・87・91・99・100・116・126・127・129話演出、1・2・5・9・15・19・20・27・34・35・43・44・45・46・59・66・84・87・94・99・102・104・106・113・116・127話絵コンテ
- ダッシュ勝平（1982年）21話絵コンテ、丸輪零名義
- 逆転イッパツマン（1982年）10・14・17・21・27・33・39話絵コンテ、丸輪零名義
- スプーンおばさん（1983年）54話脚本・絵コンテ
- 子鹿物語 THE YEARLING（1983年）7・12話絵コンテ
- 赤い光弾ジリオン（1987年）2・15話絵コンテ、丸輪零名義
- 機動警察パトレイバー（1989年）原作・3・9・14・29・38話脚本
- 攻殻機動隊 S.A.C. 2nd GIG（2004年）ストーリーコンセプト
- 風人物語（2004年）監修
- BLOOD+（2005年）企画協力
- ルパン三世 PART6（2021年）4[111]・10[112]話脚本
- 火狩りの王（2023年）構成・脚本[113]

### Webアニメ
- ぶらどらぶ（2020年）原作・総監督・シリーズ構成・脚本・絵コンテ

### ラジオ
- 紅い眼鏡を待ちつつ（1987年）原作・脚本
- 紅い眼鏡を持ちつつ 2000年版 原作・脚本・監督[114]
- ケルベロス 鋼鉄の猟犬 / Kerberos Panzer Jäger（2006年）原作・脚本・監督
- acht acht / アハト・アハト（2007年）脚本
- 押井守の世界 シネマシネマ（2007年）出演

### CDドラマ
- ゲーデルを夢見て〜録音監督1993年（1992年）
- しあわせのかたち 水晶の滑鼠（1992年）
- 不帰の迷宮‐THE GREAT MAZE OF OVERKILL（1996年）[注釈 23]

### ゲーム
- サンサーラ・ナーガ（1990年）監督・原作
- 機動警察パトレイバー 〜98式起動せよ〜（1992年）監督
- サンサーラ・ナーガ2（1994年）監督・原作
- BLOOD THE LAST VAMPIRE（2000年）原案協力
- サンサーラナーガ1×2（2001年）監督・原作
- 機動警察パトレイバー かむばっくミニパト（2005年）総監修
- スカイ・クロラ イノセン・テイセス（2008年）特別監修
- 重鉄騎 STEEL BATTALION（2012年）コラボレーショントレーラー監督
- ファントム オブ キル（2014年）オープニングムービー監修

### 舞台
- 舞台『鉄人28号』（2009年）演出・脚本

### その他の作品
- うる星やつら 関西電力CM（1982年）絵コンテ2本
- 八岐之大蛇の逆襲（1984年）機材協力
- DOG DAYS（1991年）監督[注釈 24]
- 宇宙貨物船レムナント6（1996年）総合監修、監督：万田邦敏
- バトルトライスト（1998年）アーケードゲーム、エンディング絵コンテ
- gate to Avalon（2000年）監督[注釈 25]
- DOG DAYS AFTER（2003年）監修[注釈 26]
- 東京スキャナー（2003年）監修・CGパート絵コンテ、監督：松宏彰
- 東京静脈（2003年）監修、監督：野田真外
- 球体関節人形展 - DOLLS of INNOCENCE - （2004年）監修
- イノセンスの情景 Animated Clips（2004年）企画・監修、演出：西久保瑞穂
- ローレライ（2005年）「B-29〈ドッグ・スレー〉号機体マーク」デザイン
- めざめの方舟（英語: Mezame No Hakobune）（2005年）総合演出（愛知万博）
- アイオーン（2005年）演出[注釈 27]
- 二子玉川いぬねこ里親会Tシャツ（2005年）オリジナルイラスト
- ズームイン!!SUPERCM（2006年）演出
- 夢のロボット舞踏会（2007年）総合演出[115]
- NHKスペシャル『沸騰都市』OP・ED（2008年）監修
- スッキリ!!・クロラ The Sukkiri Crawlers（2008年）監修[注釈 28]
- meet-me 仮想都市『TOYOTA METAPOLIS』（現・GAZOO METAPOLIS）（2008年）監修
- KILL (MELLの曲)（2008年）ミュージック・ビデオ監督
- ちまみれマイ・らぶ（2013年）原作・監督、コミックアニメーション作品
- VHSテープを巻き戻せ!（2013年）出演（ドキュメンタリー）、監督：ジョシュ・ジョンソン
- 1984～不朽のSF小説から生まれる過去・現在・未来～（2014年）出演（ドキュメンタリー）、国際共同制作プロジェクト
- チャッピー（原題: CHAPPiE）（2015年）ポストカード、監督：ニール・ブロムカンプ[116]

### 俳優としての出演作
- 花束みたいな恋をした（2021年）本人役、監督：土井裕泰

## 著書

### 小説
- 『TOKYO WAR』
  - 『TOKYO WAR - 機動警察パトレイバー（前・後）』 富士見書房〈富士見ファンタジア文庫〉、1994年
  - 『TOKYO WAR MOBILE POLICE PATLABOR[注釈 29]』 エンターブレイン、2005年 ISBN 4-7577-2366-0
- 『獣たちの夜 BLOOD THE LAST VAMPIRE』
  - 角川書店、2000年 ISBN 4-04-366601-2
  - 角川ホラー文庫、2002年 ISBN 4-04-366601-2
- 『Avalon 灰色の貴婦人』
  - メディアファクトリー、2000年 ISBN 4-8401-0157-4
  - メディアファクトリー〈MF文庫J〉、2003年 ISBN 4-8401-0742-4
  - エンターブレイン、2008年 ISBN 4-7577-4068-9
- 『立喰師列伝』 角川書店、2004年 ISBN 4-04-873516-0
- 『雷轟 rolling thunder PAX JAPONICA』 エンターブレイン、2006年 ISBN 4-7577-2669-4
- 『ASSAULT GIRLS AVALON(f)』 徳間書店、2009年 ISBN 4-19-862876-9
- 『ケルベロス 鋼鉄の猟犬』
  - 幻冬舎、2010年 ISBN 978-4-344-01787-0
  - 幻冬舎文庫、2012年 ISBN 978-4-344-41923-0
- 『番狂わせ 警視庁警備部特殊車輛二課』 角川春樹事務所、2011年 ISBN 978-4-7584-1170-7
- 『ゾンビ日記』 角川春樹事務所、2012年 ISBN 978-4-7584-1198-1。ハルキ文庫、2015年
- 『GARM WARS 白銀の審問艦』 エンターブレイン（現：KADOKAWA）、2015年 ISBN 978-4-04-730419-2
- 『THE NEXT GENERATION パトレイバー TOKYO WAR 2 灰色の幽霊』（山邑圭 共著） 角川書店、2015年 ISBN 978-4-04-103218-3
- 『東京無国籍少女』（山邑圭 共著） KADOKAWAエンターブレイン、2015年 ISBN 978-4-04-730822-0
- 『ゾンビ日記② 死の舞踏』角川春樹事務所、2015年
- 『後席の男』 角川春樹事務所、2015年 ISBN 978-4-7584-1260-5、日本推理作家協会編『タッグ 私の相棒』

### 漫画
- 『うる星やつら〜番外編〜父たち』（1982年）原作、作画：高田明美、『少年サンデーグラフィック うる星やつら3』に収録
- 『とどのつまり…』（徳間書店、1984年、新装版2004年）原作・絵コンテ、作画：森山ゆうじ
- 『西武新宿戦線異状なし[注釈 30]』（1987年）原作、作画：近藤和久
- 『犬狼伝説 Kerberos Panzer Cop』（1988年）原作、作画：藤原カムイ
- 『西武新宿戦線異状なし DRAGON RETRIEVER』（1992年、完全版2002年）原作、作画：大野安之
- 『セラフィム 2億6661万3336の翼』（1994年）原作・序章〜第12回、原案・第13回〜第16回、作画：今敏
- 『犬狼伝説 Kerberos Panzer Cop 完結篇』（1999年）原作、作画：藤原カムイ
- 『殺人者たち The Killers』（2002年）原作、読切短編。
最初は神崎将臣作画で掲載され、後に杉浦守作画で再掲載。前者は単行本未収録であり、後者は「RAINY DOGS 紅い足痕 / 犬狼伝説 紅い足痕」の単行本巻末に収録。
- 『西武新宿戦線異状なし 番外編』（2002年）原作
- 『RAINY DOGS 紅い足痕 / 犬狼伝説 紅い足痕』（2003年）原作、作画：杉浦守
- 『ケルベロス×立喰師 腹腹時計の少女』（徳間書店、2006年）原作、作画：杉浦守
- 『夕ばえ作戦』（徳間書店、2008年）脚色、原作：光瀬龍、作画：大野ツトム
- 『わんわん明治維新』（徳間書店、2011年）原作、作画：西尾鉄也

### 映像作品関連
- 『天使のたまご』 （天野喜孝 共著） 徳間書店〈アニメージュ文庫〉、1985年 ISBN 4-19-669549-3
- 『天使のたまご 少女季』 （あらきりつこ・天野喜孝 共著）、徳間書店、1985年、新版2004年／復刊ドットコム、2017年 ISBN 4-8354-5471-5
- 『天使のたまご 絵コンテ集』 徳間書店、1986年／復刊ドットコム、2013年
- 『Methods 押井守「パトレイバー2」演出ノート』 角川書店、1994年 ISBN 4-04-852498-4
- 『攻殻機動隊絵コンテ集』 （士郎正宗 共著） キネマ旬報社、1995年 ISBN 4-87376-147-6
- 『イノセンス創作ノート 人形・建築・身体の旅+対談』 徳間書店、2004年 ISBN 4-19-861830-5
- 『「イノセンス」 METHODS 押井守演出ノート』 角川書店、2005年 ISBN 4-04-853765-2
- 『アニメはいかに夢を見るか 「スカイ・クロラ」制作現場から』 岩波書店、2008年 ISBN 4-00-022046-2
- 『スカイ・クロラ-The Sky Crawlers- 絵コンテ』 （竹内敦志 共著） 飛鳥新社、2008年 ISBN 978-4-87031-866-3

### エッセイ・評論
- 『注文の多い傭兵たち』 (イラスト：桜玉吉）メディアワークス、1995年／徳間書店、2004年。ゲームエッセイ
- 『犬の気持ちは、わからない 〜熱海バセット通信〜』（イラスト：桜玉吉） エンターブレイン、2000年
- 『TVをつけたらやっていた 押井守の映像日記』 徳間書店、2004年 ISBN 4-19-861808-9
- 『これが僕の回答である。1995-2004』 インフォバーン、2004年 ISBN 4-901873-11-3
- 『すべての映画はアニメになる』 徳間書店、2004年 ISBN 4-19-861828-3。アニメージュ誌での対談＆インタビュー
- 『立喰師、かく語りき。』 徳間書店、2006年 ISBN 4-19-862160-8
- 『他力本願-仕事で負けない7つの力』 幻冬舎、2008年 ISBN 4-344-01538-X
- 『凡人として生きるということ』 幻冬舎新書、2008年 ISBN 4-344-98089-1
- 『勝つために戦え! 〈監督篇〉』（イラスト：西尾鉄也） 徳間書店、2010年 ISBN 4-19-862916-1
  - 増補版『監督稼業めった斬り―勝つために戦え!』徳間文庫カレッジ、2015年4月 ISBN 978-4-19-907029-7
- 『実写映画 オトナの事情 押井守の映像日記』 徳間書店、2010年 ISBN 4-19-862979-X
- 『勝つために戦え! 〈監督ゼッキョー篇〉』（イラスト：西尾鉄也） 徳間書店、2010年 ISBN 4-19-863007-0
- 『コミュニケーションは、要らない』 幻冬舎新書、2012年 ISBN 978-4-344-98255-0
- 『仕事に必要なことはすべて映画で学べる』 日経BP、2013年 ISBN 978-4-8222-7427-6
- 『世界の半分を怒らせる』（イラスト：寺田克也）幻冬舎、2015年4月 ISBN 978-4-344-02757-2
  - 『世界の半分を怒らせる』幻冬舎文庫、2017年12月 ISBN 978-4-344-42674-0
- 『友だちはいらない。』 東京ニュース通信社〈TV Bros.新書〉、2015年4月
  - 『やっぱり友だちはいらない。』[注釈 31]（イラスト：高橋将貴）東京ニュース通信社、2017年12月　ISBN 978-4-19-864538-0
- 『誰も語らなかったジブリを語ろう』（イラスト：湯浅政明） 東京ニュース通信社、2017年10月。増補版2021年8月 ISBN 978-4-06-524941-3
- 『ひとまず、信じない 情報氾濫時代の生き方』 中央公論新社〈中公新書ラクレ〉、2017年11月 ISBN 978-4-12-150601-6
- 『シネマの神は細部に宿る』 東京ニュース通信社、2018年8月 ISBN 978-4-19-864677-6
- 『押井守の映画 50年50本』 立東舎、2020年8月 ISBN 978-4-8456-3444-6
- 『ネットしてたらやっていた 押井守の映像日記』（イラスト：黄瀬和哉）徳間書店、2021年9月 ISBN 4-19-865359-3
- 『押井守のサブぃカルチャー70年』（カバー・挿絵：梅津泰臣）東京ニュース通信社、2022年4月 ISBN 978-4-06-527947-2
- 『映画の正体 続編の法則』 立東舎、2022年7月 ISBN 978-4-8456-3783-6
- 『押井守のサブぃカルチャー70年 YouTubeの巻』（カバー・挿絵：梅津泰臣）東京ニュース通信社、2023年12月 ISBN 978-4-06-534689-1

### 共著
- 『押井守・映像機械論 【メカフィリア】』 （竹内敦志 共著） 大日本絵画、2004年 ISBN 978-4-499-22754-4
- 『勝つために戦え!』（聞き手：野田真外／イラスト：西尾鉄也） エンターブレイン、2006年 ISBN 4-7577-2668-6
- 『戦争のリアル』（岡部いさく 共著） エンターブレイン、2008年 ISBN 4-7577-4144-8
- 『Ball Boy & Bad Girl』 （監修、著：飯島愛／画：小倉陳利） 幻冬舎、2010年 ISBN 978-4344018372
- 『武道のリアル』（今野敏 共著） エンターブレイン、2011年 ISBN 4-04-726717-1
- 『押井言論 2012-2015[117]』（聞き手・構成、山下卓／大塚ギチ）、サイゾー、2016年2月 ISBN 978-4-904209-93-6
- 『創造元年 1968』（笠井潔対談）、作品社、2016年10月
- 『身体のリアル』（最上和子 共著）、KADOKAWA（角川書店）、2017年10月 ISBN 4-04-734565-2
- 『押井守の人生のツボ』東京ニュース通信社、2019年8月（渡辺麻紀：構成） ISBN 978-4-19-864926-5
  - 『押井守の人生のツボ 2.0』東京ニュース通信社（講談社販売）、2023年4月（渡辺麻紀：構成） ISBN 978-4-06-531425-8
- 『押井守のニッポン人って誰だ！？』東京ニュース通信社（講談社販売）、2020年10月（渡辺麻紀：構成） ISBN 978-4-06-521470-1
- 『押井守監督が語る 映画で学ぶ現代史』（野田真外共著）、日経BP、2020年11月 ISBN 978-4-296-10770-4
- 『されどわれらが日々』（鈴木敏夫と対談集）、DU BOOKS、2024年3月

## 没となった企画
シャーロック・ホームズ
登場人物が犬という設定だが、宮崎駿の『名探偵ホームズ』より前に企画されていた。ただ、ここでの本筋はギャグの度合いが大きいという。押井は絵コンテ担当でパイロットフィルムも制作された。
フルムーン伝説 インドラ
英名「THE FULLMOON TRADITION INDRA」。キャラクターデザイン・高田明美、美術監督・中村光毅、小説版執筆・鳥海永行。押井は企画・原案・絵コンテ・演出としての参加だった。世界展開を予定していたがイタリアとの制作方針が合わずやむなく中止に。その後、鳥海が小説としてまとめた。
アンカー
企画、監修、脚本・宮崎駿、平凡な浪人生が謎の少女を守って東京を冒険するというストーリー。「アニメージュ」誌上の対談で宮崎が夢枕獏に企画を持ちかけている。その後1987年頃、押井はジブリからの誘いに乗り、東京を謎に溢れた暗号化した街として再構成するアイデアを考え、プロットまで作ったが、宮崎所有の山荘で行われた高畑勲、鈴木敏夫（当時高校生だった宮崎吾郎も同席）も交えた企画会議の席上、高畑、宮崎と物語の展開の仕方で大口論になってしまい、結局その段階でお流れになったと押井は回想している。映画『紅い眼鏡』が公開された際、宮崎が劇場用パンフレットに寄稿したエッセイでも、この顛末に触れている。
墨攻
酒見健一の歴史小説のアニメ映画化。スタジオジブリからの誘いだが、話が食い違い流れる。のちに中国で実写化されている。
突撃!アイアンポーク
原作・企画・監修・宮崎駿。『宮崎駿の雑想ノート』6「多砲塔の出番」を原作とし、押井は監督として参加してOVA化する予定だったが、諸事情により中止に。
押井版ルパン三世
居候先であった事務所の宮崎駿から『ルパン三世 完結篇』の監督を推薦され引き受けるも諸事情により制作中止。
押井版銀河英雄伝説
キャラクターから艦までデザインを変更してもよいという条件で2〜3ヶ月付き合ったが結局断っている。
押井版鉄人28号
劇場アニメ化として企画。「戦争の兵器として作られた28号が、平和の祭典である1964年東京オリンピックの開会式で上空を飛ぶ」というエンディングを予定していたという。また原作のメカ造形が気に入ったこともあり、白紙になっても企画再開の機会を窺っていた。後に舞台化として結実。
最後の立喰い -LAST TACHIGUI HERO-
TV番組『ソリトン』にゲスト出演した際に公表。当初は『トワイライトQ』の一作品になるはずであった。
スクランブル1987
これも『トワイライトQ』の一作品として企画した。
連続ドラマ版『御先祖様万々歳』
脚本・じんのひろあき
押井版強殖装甲ガイバー（実写映画）
台湾にあるオープンセットを使用して撮影する計画だったが、結局流れてしまい落とし前として『ケルベロス-地獄の番犬』が制作されることになる。後に別スタッフにより実現。
D
共同脚本・伊藤和典、造形・品田冬樹。
コンセプトは「第二次東京大空襲」だった。
樋口真嗣曰く「巨大怪獣もの」だという。大筋は「『地球の抗がん剤』たる翼竜の大群が人間を『がん細胞』と見なして襲ってきて、自衛隊の新兵器がそれを撃墜する」というもの。樋口によると「とある怪獣映画の因縁を感じる」とのこと。この企画が流れたことで落とし前として「5千万円の予算を出すから好きな映画を撮ってもいい」という条件で『トーキング・ヘッド』が制作されることになる。
OVA版『犬狼伝説』
押井は脚本・絵コンテまで手掛け、別の若手スタッフが演出を手掛ける全6巻のOVAシリーズの予定だった。後に『人狼 JIN-ROH』の原型となった。
ガメラ2 レギオン襲来
「自衛隊のシーンを監督してほしい」と金子修介からオファーがあり押井も乗り気だったものの、スケジュールが合わず断念。
NEXT〜未来は誰のために
樋口曰く「巨大スーパーヒーロー物」。バンダイビジュアルの渡辺繁が企画立案し、成田亨がヒーローの初期デザインを担当した。企画は『攻殻機動隊』の制作が大詰めを迎える頃から存在しており、「地球防衛軍」を引用したパイロットフィルムが制作されるもほどなく白紙になった。この時培った草案の大半は『ガルム戦記』〜『GARM WARS The Last Druid』に活かされる。音楽・川井憲次、脚本・伊藤和典、特撮監督・樋口真嗣、メカニックデザイン・前田真宏。
押井版南総里見八犬伝
『イノセンス』企画立案時、同時に候補として挙がっていた。
パリ、ジュテーム
監督の一人として参加する予定であったが流れてしまい、後にその時に設定された舞台・プロットを一部変更して、『Je t'aime』が制作された。
エルの乱 鏖殺の島
監督・深作健太、西成暴動をモデルとした内容で、押井は原作・脚本を担当。構想が膨らみ予算が超過したため、企画が凍結状態に。
G3 (G2.5)
Production I.Gの石川光久により「攻殻の3作目を開発してほしい」というオーダーを受け、プロデューサーである石井朋彦とともにI.G内に「プロデュース8課」を設立、パイロットフィルム『G2.5』を製作した。音響の制作に使用したスカイウォーカー・サウンドのスタッフからは高評価を得たものの、日本に戻り関係者向けにプレビューを行ったところ大不評となり、石井が方針の転換を決意。押井の意向との食い違いが激しくなったため企画は凍結され、プロデュース8課は『009』（後述）の企画作業に入ることとなった。
009 RE:CYBORG
原作において未完である「天使編」を原案としたもの。押井による初期の企画では『ウォッチメン』や山田正紀の『神狩り2 リッパー』等を意識した「サイボーグ9人のうち、何人かを選抜してあとは全部死んでるところから始める」「アメリカ合衆国の正義を体現したジェット（002）とジョー（009）の確執」「17歳のまま永遠に生き続けるジョーと、常人よりは遅いものの老化が進行しているフランソワーズ（003）とのロマンス」という内容だったが、石ノ森プロが難色を示し、パイロット版『009 THE REOPENING』の製作や取材・ロケハンの合間を縫って幾度にも渡る会議が繰り返された。その後、神山健治によって執筆された脚本が企画意図と大幅に異なる内容だったことや、制作の途中でプロデューサーの石井がセルシェーダーの導入を決定したことに対して反発した押井は監督を降板、神山が監督を引き継ぎ、自身の脚本をアレンジする形で制作されることとなった。2012年公開。
押井版オクジャ/okja
キャラクターデザイン・西尾鉄也。実写版を監督したポン・ジュノから直々にアニメ版のオファーがあり、「人間は動物とどう関わればいいのか、関わるとはどういうことなのか」というテーマに共感し、オファーを快諾した。全編作画のみで制作し、Netflixで配信される予定だったが、流れてしまった。
押井版Fallout
全12話のアニメ化企画を押井自ら提出していた。

## 受賞歴
東京アニメアワード
- 2005年 個人部門・脚本賞：押井守『イノセンス』

日本アニメ大賞
- 第1回 作品賞・アトム賞『うる星やつら』
- 第2回 個人賞・演出部門『うる星やつら2 ビューティフル・ドリーマー』
- 第6回 企画賞『機動警察パトレイバー』
- 第7回 作品賞・日本アニメ大賞『機動警察パトレイバー the Movie』
- 第7回 企画賞『御先祖様万々歳!』

おおさか映画祭
- 第10回 脚本賞『うる星やつら2 ビューティフル・ドリーマー』

毎日映画コンクールアニメーション映画賞
- 第48回『機動警察パトレイバー2 the Movie』
- 第63回『スカイ・クロラ The Sky Crawlers』

アニメーション神戸
- 第1回 作品賞・劇場部門 『GHOST IN THE SHELL / 攻殻機動隊』
- 第9回 作品賞・劇場部門 『イノセンス』

東京スポーツ映画大賞
- 第5回 作品賞 『GHOST IN THE SHELL / 攻殻機動隊』

DEGジャパン・アワード/ブルーレイ大賞
- 第1回 ベスト高音質賞 『GHOST IN THE SHELL/攻殻機動隊 2.0』
- 第8回 ベスト高画質賞 『THE NEXT GENERATION パトレイバー 首都決戦 ディレクターズカット特別版』

文化庁メディア芸術祭
- 第4回 優秀賞・デジタルアート（ノンインタラクティブ）部門『アヴァロン』

シッチェス・カタロニア国際映画祭
- 第34回 最優秀撮影賞『アヴァロン』
- 第37回 Orient Express Casa Asia部門作品賞『イノセンス』
- 第41回 批評家連盟賞『スカイ・クロラ The Sky Crawlers』
- 第41回 ヤング審査員賞『スカイ・クロラ The Sky Crawlers』

日本SF大賞
- 第25回（2004年）『イノセンス』

デジタル・コンテンツ・オブ・ジ・イヤー／AMDアワード大賞／総務大臣賞
- 第10回 『イノセンス』

マルチメディアグランプリ
- 1996年 ＭＭＣＡ会長賞

デジタルコンテンツグランプリ
- 第23回 優秀賞 『スカイ・クロラ The Sky Crawlers』

オリベイズム産業文化振興連合会
- 第1回 織部賞

eAT金沢
- 2005年 名人賞

ASIAGRAPH
- 第1回 創賞

アニー賞
- 第44回 ウィンザー・マッケイ賞

ファンタジア国際映画祭
- 2014年 生涯功労賞